# 李尚福
李尚福（1958年2月—），江西兴国人，生于四川成都，原中国共产党和中华人民共和国政治人物，原副国级领导人，中国人民解放军陆军原上将。曾任国务委员、国防部部长、中央军委委员等职务。中共第十九、二十届中央委员，第十四届全国人大代表。2023年8月，因涉嫌严重违纪违法被中央军委纪检部门立案审查，同年10月被免去领导职务。2024年6月，被开除党籍、移送司法，并被宣布开除军籍、取消陆军上将军衔。

## 生平
1958年2月，李尚福出生于四川省成都市。1982年，李尚福毕业于中国人民解放军国防科技大学，并赴中国西昌卫星发射中心工作。2003年12月，任总装备部中国西昌卫星发射中心主任。后任嫦娥二号任务发射场区指挥部指挥长。2013年9月，接替调任第二十试验训练基地（中国酒泉卫星发射中心）司令员的尚宏少将任总装备部司令部参谋长。2014年12月，任总装备部副部长。2016年1月，任新成立的中国人民解放军战略支援部队副司令员兼参谋长。2017年9月，接替张又侠，出任中央军委装备发展部部长。2018年2月24日，当选为第十三届全国人大代表。
2006年7月，晋升少将军衔。2016年8月，晋升中将军衔。2019年7月，晋升上将军衔。
2018年9月20日，美国国务院宣布，因牵涉与俄罗斯主要武器出口商俄罗斯国防产品出口公司的“重大交易”，将依据2017年8月签署生效的“以制裁反制美国敌人法案”立即对中央军委装备发展部及部长李尚福实施制裁。美国务院称，制裁行动与中国在2017年购买24架蘇35戰機、2018年采购S-400地对空导弹系统有关。该项制裁令禁止中央军委装备发展部和李尚福本人申请出口许可与进入美国金融系统，并将其加入美国财政部的特别指定名单，禁止美国公民与之有生意往来。
2022年10月，当选为第二十届中共中央军委委员，在军委委员中排名第一位，是仅次于两位副主席的军方高级将领，也是首位进入军委的战略支援部队军人。
2023年3月12日，接替退休的魏凤和，被任命为国务委员、国防部部长、国家军委委员，成为副国级领导人。

### 落马
2023年8月31日，中央军委纪委监委对李尚福严重违纪违法问题立案审查调查。。
2023年10月24日，十四届全国人大常委会第六次会议决定，免去李尚福的国务委员、国防部部长职务；同时免去李尚福的国家军委委员职务
2024年6月27日，中共中央政治局会议审议并通过中央军委《关于李尚福问题审查结果和处理意见的报告》，决定给予李尚福开除党籍处分（待召开中央委员会全体会议时予以追认），终止其党的二十大代表资格。並将李尚福涉嫌犯罪问题移送军事检察机关依法审查起诉。报告称其涉嫌行贿、受贿犯罪，“背弃初心使命、丧失党性原则，其行为辜负党中央、中央军委信任重托，严重污染军队装备领域政治生态和行业领域风气，给党的事业、国防和军队建设，以及高级领导干部形象造成极大损害，性质极其严重，影响极为恶劣，危害特别巨大”。此前，中央军委已决定给予李尚福开除军籍处分，取消其陆军上将军衔。
2024年7月11日，李尚福被罢免第十四届全国人大代表职务。2024年7月18日，中共二十屆三中全會確認開除李尚福党籍。

## 家庭
- 父：李绍珠（1911年12月—1995年4月）。老红军、原中国人民解放军铁道兵西南指挥部副司令员[16]